# Kim Witte
Kim Witte est une spécialiste des communications qui met l'accent sur le domaine des appels à la peur appelé « tactiques de peur »,. En 2015, Witte est professeure à l'université d'État du Michigan.

## Biographie
Kim Witte fait ses études à l'université d'État de Californie, où elle obtient un diplôme de journalisme, en 1987. Elle poursuit ses études à l'université de Californie à Irvine (UC Irvine), où elle réalise un master puis un doctorat en écologie sociale. Elle est assistante au Concordia College et à l'UC Irvine (1988-1991), puis maître de conférences à l'université A&M du Texas. Elle rejoint l'université d'État du Michigan en 1993, comme maître de conférences, professeure assistante puis est nommée professeure titulaire au sein du département de communication, en 2000. Elle est également professeure invitée à l'université Johns-Hopkins durant l'année universitaire 1999-2000 et bénéficie d'une bourse de recherche au National Institute for Occupational Safety and Health (1997-2000). 

## Activités de recherche et éditoriales
Kim Witte a développé des théories et publié des articles sur les appels à la peur dans les messages de risque pour la santé. Les travaux de Witte ont été publiés dans plusieurs revues, notamment Social Science and Medicine, International Quarterly of Communication Health Education, Communication Yearbook, Health Education & Behavior, Communication Monographs, ou encore Journal of Community Health. Elle a reçu plusieurs distinctions et récompenses pour ses travaux sur l'Extended parallel process model (en) (EPPM) et dans le domaine des risques pour la santé. 
Kim Witte a développé le modèle de processus parallèle étendu (en),. Le modèle de Witte est une ligne directrice que les chercheurs utilisent pour prédire comment les individus réagiront à la peur en induisant des stimuli. Les lignes directrices examinées dans l'EPPM sont la menace perçue, la gravité de la menace perçue et l'auto-efficacité perçue. Elle est également le développeur de l'échelle de diagnostic des comportements à risque, qui indique quel message de prévention fonctionnerait le mieux pour un public spécifique. Witte a mené des recherches et développé cette échelle spécifiquement avec des messages de prévention du VIH / SIDA,. Il s'agit d'une échelle de 12 éléments permettant d'accéder à la menace perçue par les personnes dans les salles d'attente. L'échelle est basée sur l'EPPM. 

## Publications
- « Putting the fear back into fear appeals: The extended parallel process model », 1992. Dans cet article de recherche, Witte explique l'EPPM.
- avec G. Meyer & D. Martell, Effective Health Risk Messages: A Step-by-Step Guide. Newbury Park, Californie: Sage, 2001. Witte est le co-auteur de ce livre qui est utilisé comme manuel dans les universités. Le livre est un guide pour développer efficacement des messages de risque à des publics spécifiques sur les problèmes de santé.
- « Fear as Motivator, Fear as Inhibitor: Using the Extended Parallel Process  Model to Explain Fear Appeal Successes and Failures »,  Dans P.A. Andersen et L.K. Guerrero (dirs. ), The Handbook of Communication and Emotion: Research, Theory, Applications, and Contexts. San Diego, Californie: Academic Press, 1998, p. 423-450. Dans ce chapitre, Witte apporte de légères modifications à son modèle de processus parallèle étendu d'origine. Ce document de recherche a été publié six ans après l'original.

### En français
- Mike Allen et Kim Witte (trad. D. Courbet, M.-P. Fourquet-Courbet et A. Marchioli), « Une méta-analyse des appels à la peur : implications pour des campagnes de santé publique efficaces », Questions de communication, vol. 5,‎ 2004, p. 133-148 (lire en ligne, consulté le 25 février 2020).